# 德梅拉拉河
德梅拉拉河（英語：Demerara）是圭亞那的河流，位於該國東部，河道全長约346公里，發源自該國中部雨林，最終注入大西洋，河口處距離林登105公里，圭亚那的首都喬治敦即位于河流入海口:1273。